# Euroazijski jazavac
Euroazijski ili europski jazavac (Meles meles) urođeni je sisavac u većem dijelu Europe (izuzev Skandinavije, Islanda, Korzike, Sardinije, Sicilije i Cipra) i većem dijelu Azije. Član je porodice kuna (Mustelidae), čineći ga povezanim s vidrama, lasicama, zerdavima i ostalim jazavcima. Euroazijski je jazavac jedina vrsta jazavca svrstana u rod Meles. Prihvaćene podvrste uključuju:
- Meles meles meles (zapadna Europa)
- Meles meles marianensis
- Meles meles leptorynchus (Rusija)
- Meles meles leucurus
- Meles meles anakuma

## Obilježja
Uobičajeno obojenje njegova krzna jest sivo na leđima i crno na donjim dijelovima tijela s karakterističnim bijelim i crnim oznakama na licu. Euroazijski jazavc dostiže duljinu do 70 centimetara, dok je duljina repa otprilike 20 centimetara. Prosječna je težina 10 kilograma, no značajno varira od jedinke do jedinke. 
Jazavci ne hiberniraju, iako u područjima s nepovoljnim zimama mogu pasti u stanje obamrlosti u trajanju od dva dana, prikupivši u jesen dovoljno masnih naslaga radi preživljavanja tijekom zimskih mjeseci. U dijelovima Rusije, zabilježene su težine jazavaca i do 42 kilograma tijekom zimskih mjeseci.

## Prehrana
Iako svrstan u red zvijeri, euroazijski je jazavac svejed i kukcojed, te se prvenstveno hrani gujavicama, no pojest će kukce, malene sisavce, gmazove, vodozemce, jaja, mlade ptiće, korijenje, lješnjake, voće i ostale jestive biljke, ovisno o godišnjem dobu. Također raskopavaju gnijezda osa i bumbara kako bi se prehranili ličinkama.
Euroazijski jazavci daju prednost pašnjacima i šumama koji imaju velik broj izloženih gujavica te izbjegavaju glinena tla, koja je teško raskopati čak i s njihovim snažnim kandžama. U urbanim područjima, neki će jazavci hranu potražiti u kantama za smeće ili vrtovima.

## Ponašanje
Euroazijski su jazavci noćne životinje i tijekom dana obitavaju u svojim jazbinama ili umreženim tunelima iskopanim u dobro dreniranom tlu (ili ponekad ispod kuća ili cesta). Jazbine pružaju sklonište od vremena i grabežljivaca, uključujući ljude i pse.
Teritorijalne su životinje, no ponekad ih se može pronaći u malenim grupama koje nazivamo klanovima. Veličina grupe varira izmeđi dvije do dvanaest jedinki. Svaki klan ima dominantnog mužjaka i ženku koji su često (no ne i uvijek) jedini članovi klana koji se razmnožavaju. Ženke jazavaca mogu pokazati zakašnjelu implantaciju: nakon parenja u bilo koje doba godine, zadržavaju oplođena jajašca u zaustavljenom razvoju do prikladnog vremena, u kojem se jajašca implantiraju i počinju se razvijati. Gestacija u jazavaca traje između 7 – 8 tjedana te ženka na svije donosi 1 – 5 mladunaca. 
Euroazijski jazavci žive do 15 godina u divljini i 19 godina u zatočeništvu. Ako prežive prvu godinu života, najčešći uzrok njihove smrti jest promet.
Jazavci su skloni infestaciji Baylisascaris parazitima. Mogu biti prenositelji bjesnoće i vjeruje se kako su prijenosnici goveđe tuberkuloze.

## Drugi projekti
|  | Zajednički poslužitelj ima stranicu o temi euroazijski jazavac |
|  | Wikivrste imaju podatke o taksonu euroazijskom jazavcu         |